# WeekendWim
WeekendWim was de titel van een zaterdag- en zondagmiddagprogramma van Q-music (Nederland). De presentatie lag in handen van Wim van Helden. 
Het programma was te beluisteren tussen 15.00 tot 18.00 uur en was ontstaan bij de nieuwe weekendprogrammering van Q-music. Eerst was op dit tijdstip Timon Jacobs te horen. Het programma leek veel op het vorige programma van Van Helden, Wim=Wakker. De programmanaam is per april 2012 geschrapt. Onderstaande items worden nog wel gehanteerd in het naamloze programma dat Wim van Helden nu tussen 16-18 uur in het weekend presenteert.

## Programmaonderdelen
- Wie kent Wim: Wim vertelt een verhaal over zichzelf en luisteraars moeten vervolgens raden of dit verhaal echt of verzonnen is.
- Music Memory: Een luisteraar kan een liedje opgeven waar hij of zij vroeger iets mee heeft gehad of iets bijzonders mee heeft. Het liedje wordt dan op de radio gedraaid.
- Marktonderzoek!: Als er een onderzoek is geweest, test Van Helden of dit onderzoek wel echt klopt.
- Helden van Wim: In dit programma laat Van Helden een liedje horen van een artiest die hij een held vindt.
- Voor het zingen de kerk uit: Van Helden laat een intro van een nummer aan twee luisteraars horen tot het moment dat de zang begint. De luisteraars moeten raden om welke artiest het gaat.